# デニス・シュルーダー
- デニス・シュローダー
- デニス・シュレーダー

デニス・マイク・シュルーダー（Dennis Mike Schröder, 1993年9月15日 - ）は、ドイツのニーダーザクセン州ブラウンシュヴァイク出身のプロバスケットボール選手。NBAのサクラメント・キングスに所属している。ポジションはポイントガードまたはシューティングガード。

## 経歴

### NBA以前
2010年にバスケットボール・ブンデスリーガの地元チームバスケットボール・レーヴェン・ブラウンシュヴァイクでプロデビュー。着実に力を付けていき、ジュニア世代のドイツ代表にも選出され、2013年のナイキフープサミットに、世界選抜チームの一員として出場し、18得点、6アシストを記録。この活躍で自信を付けたシュレーダーは、2013年のNBAドラフトにエントリーし、アトランタ・ホークスから17位で指名された。

### NBA

#### アトランタ・ホークス
1年目となる2013-14シーズンはNBAでの対応に苦しみ、49試合の出場に終わった。
2年目の2014-15シーズンは飛躍のシーズンとなり、平均10得点を記録。シックスマン的な役割をこなし、ホークス史上初のシーズン60勝に貢献した。

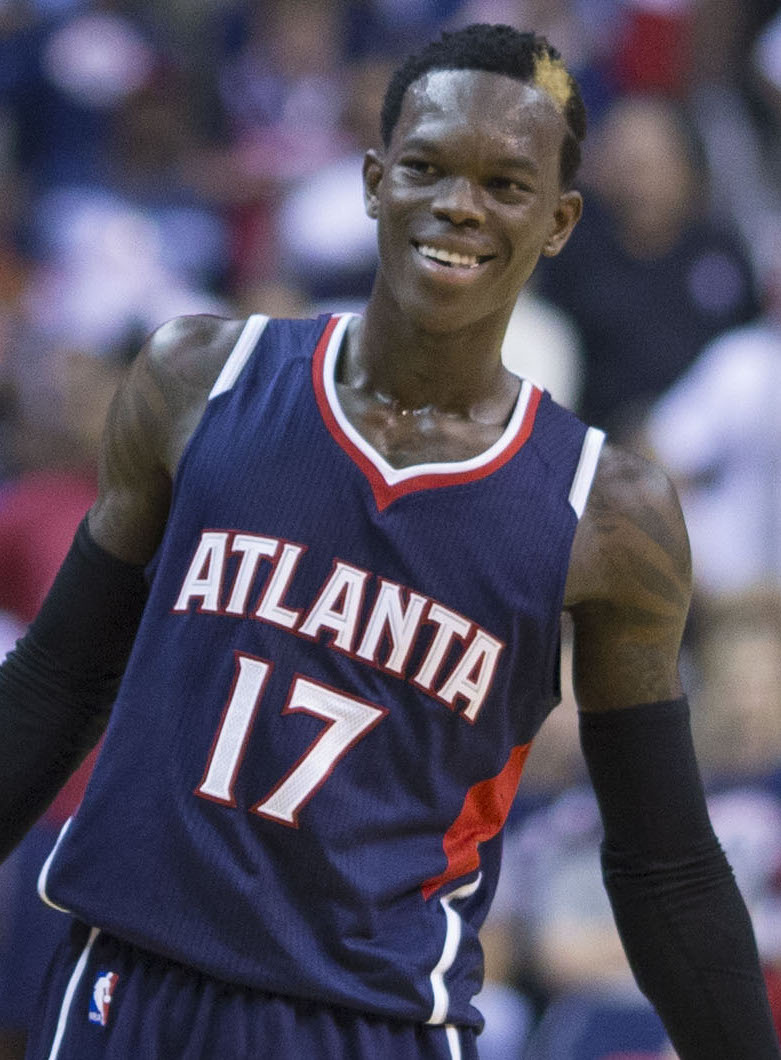
2015年のシュルーダー

2016-17シーズン開幕前の2016年10月26日にホークスとの4年総額7,000万ドルの延長契約に合意した。
2017-18シーズン、2017年12月23日のダラス・マーベリックス戦でキャリアハイとなる33得点を記録した。シュレーダーはこの試合の後半だけで27得点を記録し、チームの112-107での勝利に貢献した。2018年1月12日に行われたブルックリン・ネッツ戦でキャリア・ハイとなる34得点を記録、試合は110-105でネッツに敗れた。2018年3月20日に行われたユタ・ジャズ戦でキャリアハイとなる41得点を記録、試合はホークスが99-94で勝利した。2018年3月30日、左足首の負傷により今季残り全試合を欠場すると発表された。

#### オクラホマシティ・サンダー
2018-19シーズン開幕前の7月25日に3チームが絡むトレードでオクラホマシティ・サンダーへ移籍した。10月16日のゴールデンステート・ウォリアーズ戦でシックスマンとしてサンダーデビューを果たし、21得点、8リバウンド、6アシスト、3スティールを記録したが、チームは100-108で敗れた。11月21日のゴールデンステート・ウォリアーズ戦でベンチ出場ながらシーズンハイとなる32得点を記録し、チームは123-95で勝利した。2019年3月3日のメンフィス・グリズリーズ戦でキャリアハイとなる12リバウンドを含む17得点、6アシスト、2スティール、1ブロックを記録し、チームは99-95で辛勝した。
2019-20シーズン、このシーズン、シュルーダーはクリス・ポール、シェイ・ギルジャス＝アレクサンダーの控えガードとして65試合（内2試合先発）に出場して平均18.9得点、3.6リバウンド、4.0アシストを記録し、シックスマン賞投票においてモントレズ・ハレルに次いで2位であった。

#### ロサンゼルス・レイカーズ
2020-21シーズン開幕前の2020年11月18日にダニー・グリーン、ジェイデン・マクダニエルズのドラフト交渉権とのトレードでロサンゼルス・レイカーズへ移籍した。シーズンの途中にレイカーズから4年総額8,400万ドルの延長契約を提示されたが、これを断った。シーズン終了後にFAとなった。

#### ボストン・セルティックス
2021-22シーズン開幕前の2021年8月13日にボストン・セルティックスとの単年590万ドルの契約に合意した。しかし、チームが再契約をしない意向であるため、トレードの噂が浮上した。

#### ヒューストン・ロケッツ
2022年2月10日にダニエル・タイスとのトレードで、エネス・カンター・フリーダム、ブルーノ・フェルナンドとともにヒューストン・ロケッツへ移籍した。3月29日に肩の怪我により残りのシーズンを全休することが発表された。

#### レイカーズ復帰
2022-23シーズン開幕前の9月17日に古巣であるレイカーズとの単年264万ドルの契約に合意した。2023年1月4日のマイアミ・ヒート戦でシーズンハイとなる32得点を記録し、チームは112-109で辛勝した。同月20日のメンフィス・グリズリーズ戦で決勝点となるレイアップを含む19得点、8リバウンド、8アシストを記録し、チームは122-121で辛勝した。

#### トロント・ラプターズ
2023-24シーズン開幕前の2023年7月12日にトロント・ラプターズとの2年総額2,600万ドルの契約に合意した。12月15日のホークス戦でNBA通算10000得点を記録した。

#### ブルックリン・ネッツ
2024年2月8日にスペンサー・ディンウィディーとのトレードで、サディアス・ヤングと共にブルックリン・ネッツへ移籍した。2日後のサンアントニオ・スパーズ戦でネッツデビューを果たして15得点、12アシストを記録し、チームは123-103で勝利した。

#### ゴールデンステート・ウォリアーズ
2024-25シーズン、12月15日にディアンソニー・メルトン、リース・ビークマン、3本のドラフト2巡目指名権とのトレードで、2025年のドラフト2巡目指名権と共にゴールデンステート・ウォリアーズへ移籍した。

#### デトロイト・ピストンズ
2025年2月6日にジミー・バトラーが絡む5チーム間の大型トレードで、リンディ・ウォーターズ3世、将来のドラフト2巡目指名権と共にデトロイト・ピストンズへ移籍した。

## プレースタイル
オフ・ザ・ドリブルからのミドルレンジジャンパーとペネトレーションで得点を挙げることを得意としている。また、3ポイントも向上させた。オクラホマシティ・サンダー加入後に再びシックスマンの役割を任され、不得手とされていたディフェンスを向上させてリーグ屈指のシックスマンとして成長した。

## その他
- 母親はガンビア出身で、父親はドイツ人である[32]。

## 個人成績

### NBA

#### レギュラーシーズン
| シーズン | チーム | GP  | GS  | MPG  | FG%  | 3P%  | FT%  | RPG | APG | SPG | BPG | PPG  |
| -------- | ------ | --- | --- | ---- | ---- | ---- | ---- | --- | --- | --- | --- | ---- |
| 2013–14  | ATL    | 49  | 0   | 13.1 | .383 | .238 | .674 | 1.2 | 1.9 | .3  | .0  | 3.7  |
| 2014–15  | ATL    | 77  | 10  | 19.7 | .427 | .351 | .827 | 2.1 | 4.1 | .6  | .1  | 10.0 |
| 2015–16  | ATL    | 80  | 6   | 20.3 | .421 | .322 | .791 | 2.6 | 4.4 | .9  | .1  | 11.0 |
| 2016–17  | ATL    | 79  | 78  | 31.5 | .451 | .340 | .855 | 3.1 | 6.3 | .9  | .2  | 17.9 |
| 2017–18  | ATL    | 67  | 67  | 31.0 | .436 | .290 | .849 | 3.1 | 6.2 | 1.1 | .1  | 19.4 |
| 2018–19  | OKC    | 79  | 14  | 29.3 | .414 | .341 | .819 | 3.6 | 4.1 | .8  | .2  | 15.5 |
| 2019–20  | OKC    | 65  | 2   | 30.8 | .469 | .385 | .839 | 3.6 | 4.0 | .7  | .2  | 18.9 |
| 2020–21  | LAL    | 61  | 61  | 32.1 | .437 | .335 | .848 | 3.5 | 5.8 | 1.1 | .2  | 15.4 |
| 2021–22  | BOS    | 49  | 25  | 29.2 | .440 | .349 | .848 | 3.3 | 4.2 | .8  | .1  | 14.4 |
| 2021–22  | HOU    | 15  | 4   | 26.9 | .393 | .328 | .872 | 3.3 | 5.9 | .8  | .2  | 10.9 |
| 2022–23  | LAL    | 67  | 50  | 29.6 | .415 | .329 | .857 | 2.5 | 4.4 | .7  | .1  | 12.4 |
| 2023–24  | TOR    | 51  | 33  | 30.6 | .442 | .350 | .852 | 2.7 | 6.1 | .9  | .2  | 13.7 |
| 2023–24  | BKN    | 29  | 25  | 32.0 | .424 | .412 | .797 | 3.5 | 6.0 | .6  | .3  | 14.6 |
| 2024–25  | BKN    | 23  | 23  | 33.6 | .452 | .387 | .889 | 3.0 | 6.6 | 1.1 | .2  | 18.4 |
| 2024–25  | GSW    | 24  | 18  | 26.2 | .375 | .322 | .744 | 2.3 | 4.4 | 1.0 | .1  | 10.6 |
| 2024–25  | DET    | 28  | 8   | 25.2 | .378 | .302 | .833 | 2.6 | 5.3 | .5  | .2  | 10.8 |
| 通算     | 通算   | 842 | 424 | 27.3 | .432 | .342 | .836 | 2.9 | 4.9 | .8  | .1  | 13.9 |

#### プレーオフ
| シーズン | チーム | GP | GS | MPG  | FG%   | 3P%   | FT%  | RPG | APG | SPG | BPG | PPG  |
| -------- | ------ | -- | -- | ---- | ----- | ----- | ---- | --- | --- | --- | --- | ---- |
| 2014     | ATL    | 2  | 0  | 3.5  | 1.000 | 1.000 | .000 | 1.0 | .0  | .0  | .0  | 2.5  |
| 2015     | ATL    | 16 | 0  | 18.1 | .386  | .235  | .857 | 1.8 | 3.9 | .6  | .0  | 9.0  |
| 2016     | ATL    | 10 | 0  | 19.1 | .452  | .343  | .846 | 1.9 | 3.6 | .4  | .1  | 11.7 |
| 2017     | ATL    | 6  | 6  | 35.2 | .455  | .532  | .838 | 2.3 | 7.7 | 1.2 | .0  | 24.7 |
| 2019     | OKC    | 5  | 0  | 30.2 | .455  | .300  | .722 | 3.2 | 3.4 | .8  | .0  | 13.8 |
| 2020     | OKC    | 7  | 0  | 32.4 | .404  | .289  | .800 | 3.7 | 3.6 | .6  | .1  | 17.3 |
| 2021     | LAL    | 6  | 6  | 32.7 | .400  | .308  | .846 | 3.0 | 2.8 | 1.0 | .2  | 14.3 |
| 2023     | LAL    | 16 | 3  | 26.1 | .398  | .333  | .821 | 1.9 | 2.9 | 1.0 | .2  | 7.4  |
| 2025     | DET    | 6  | 0  | 27.3 | .491  | .476  | .813 | 2.3 | 3.7 | 1.2 | .2  | 12.5 |
| 通算     | 通算   | 74 | 15 | 25.1 | .425  | .337  | .822 | 2.3 | 3.7 | .8  | .1  | 11.9 |